# Blauw Kasteel (Scheldewindeke)

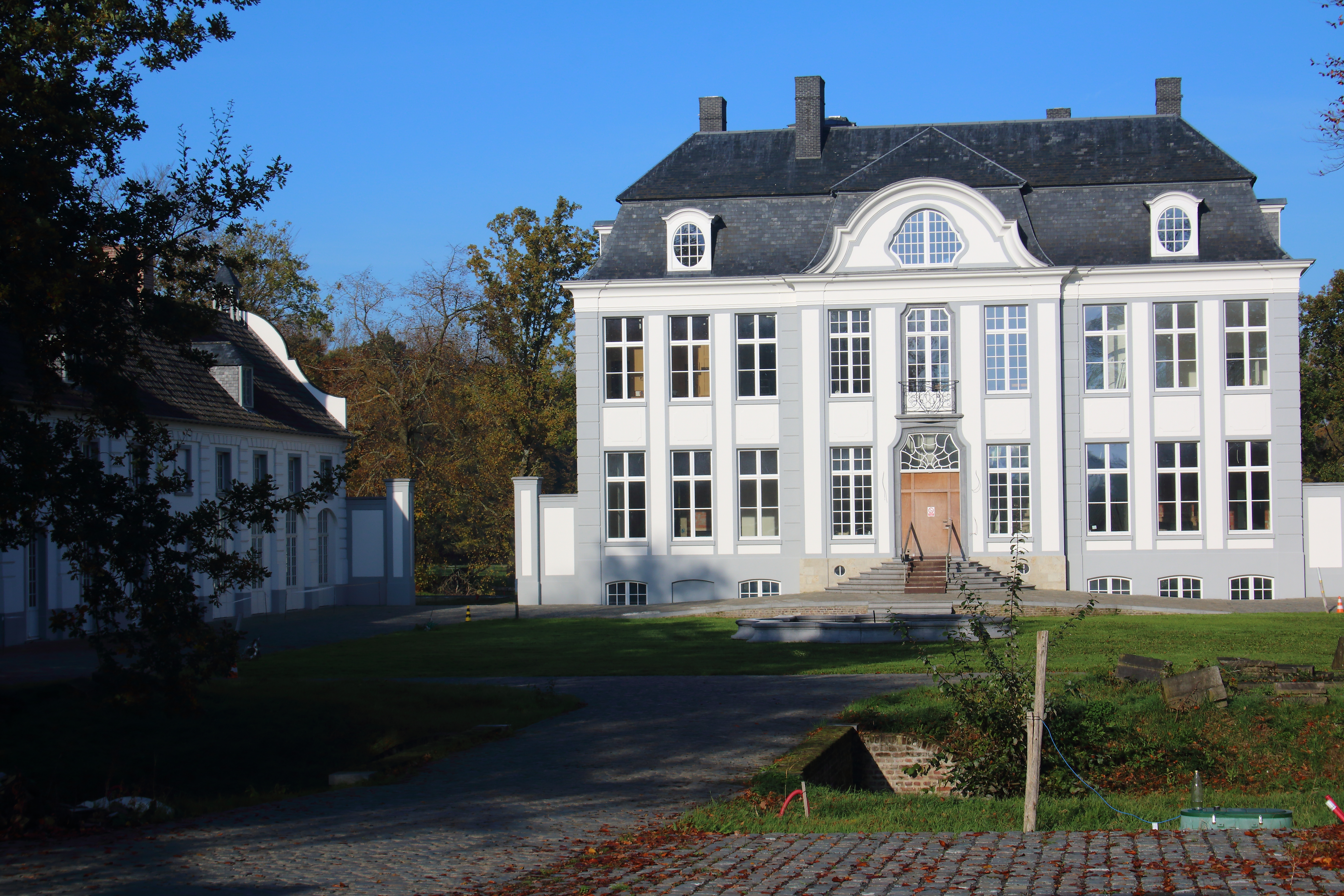
Blauw Kasteel

Het Blauw Kasteel is een kasteeldomein aan de Schaperstraat bij de Lange Munte in Scheldewindeke (Oosterzele).

## Geschiedenis
In oorsprong is het domein waarschijnlijk laatmiddeleeuws en had het een walgracht. Tot 1780 was het een mottekasteel van hardsteen met wallen. In 2008 werden de resten van de centrale vleugel van het laatmiddeleeuws kasteel blootgelegd. Men vond bakstenen poeren, restanten van een waterput en een poortgebouw, houten grachtbeschoeiing en andere resten uit de 16e-17e eeuw zoals een tinnen lepel, kruiken en aardewerk. Op de Ferrariskaart uit 1771-1778 staat een kasteel getekend dat gelegen is binnen een brede rechthoekige omgrachting met bossen en met een rechtstreekse verbindingsweg zuidwaarts naar het Munkbos en de Munkboshoeven (Zottegem). In 1780 werd een nieuw classicistisch kasteel in hardsteen opgericht dat de oude benaming 'Blauw Kasteel' behield. Er werd toen ook een uitgestrekt geometrisch park aangelegd. In 1911 richtte kasteelheer en burgemeester van Scheldewindeke Vergauwen er een bronwater- en limonadefabriek genaamd 'Windeke-Bron' op die werkte tot 1976. Tijdens de Eerste Wereldoorlog was het Blauw Kasteel de verblijfplaats van de Duitse officieren en piloten voor het vlakbij gelegen vliegveld aan de Lange Munte. In 1920 werd het kasteel en de bijhorende bossen aangekocht door Augustinus Hul. Doel was voornamelijk om vanuit het bos de houtzagerij aan de Hundelgemsesteenweg van hout te voorzien. Het kasteel werd verhuurd aan een sociale organisatie die arme kinderen er een aangename vakantie wilde bezorgen. In 1933 werd brouwerij Hul opgericht. De limonadefabriek werd verder uitgebaat door Leonce Hul die ook in het kasteel verbleef. De bierbrouwerij verhuisde enkele jaren later naar Merelbeke. Ook tijdens de Tweede Wereldoorlog verbleven er Duitse militairen in het kasteel. Naar verluidt verbleven er tezelfdertijd Engelse piloten verstopt in verborgen kamers. In 1957 werd het kasteel gesloopt en werd een van de twee dienstvleugels met stallen op het voorhof omgebouwd tot kasteelwoning. Sinds 2003 is het domein in handen van Peter Denoo die het kasteel opnieuw in oude glorie wil herstellen. Sinds 2007 wordt er op het domein aan biologische groenteelt gedaan in 'Bioboerderij Blauw Kasteel'.

## Afbeeldingen

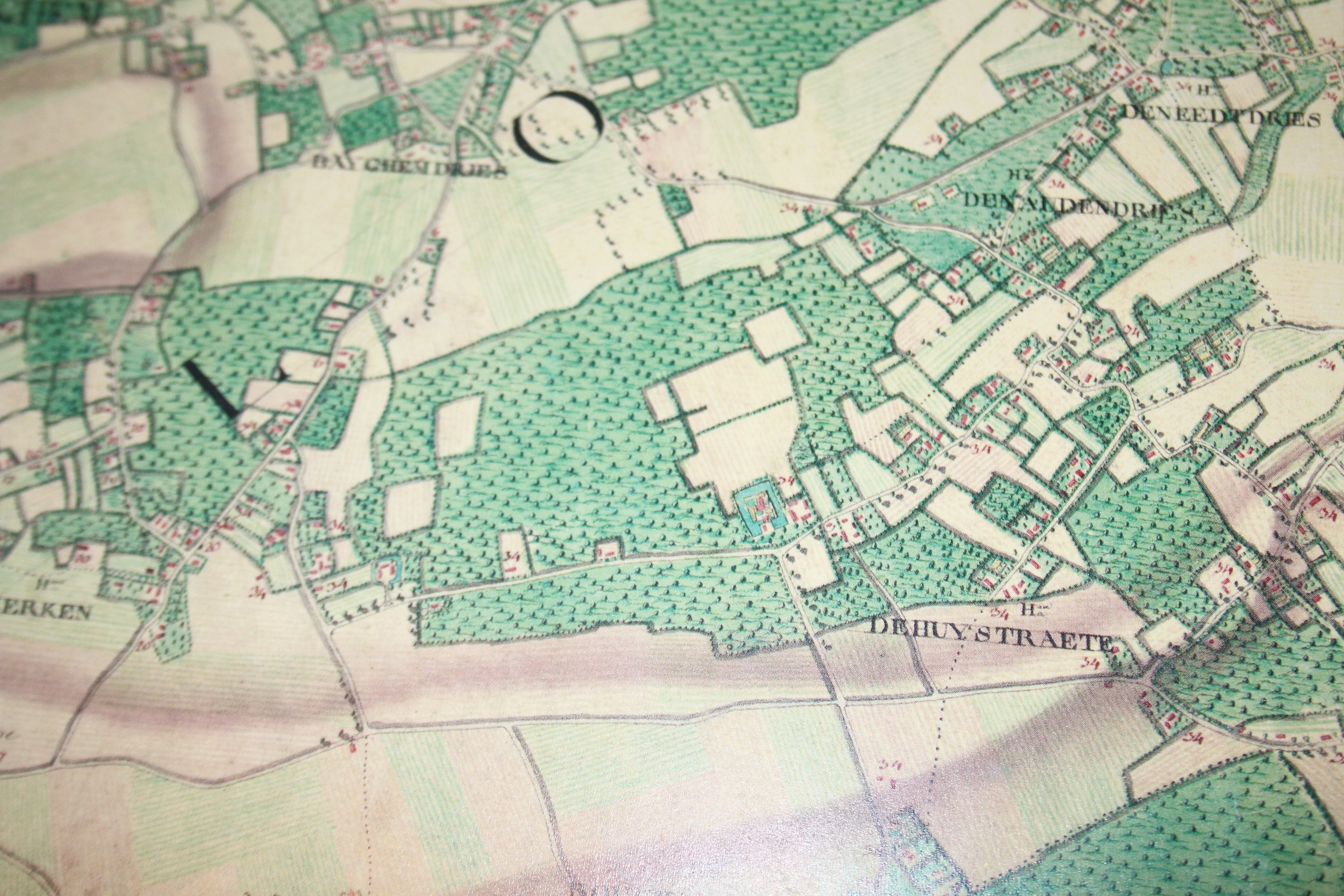
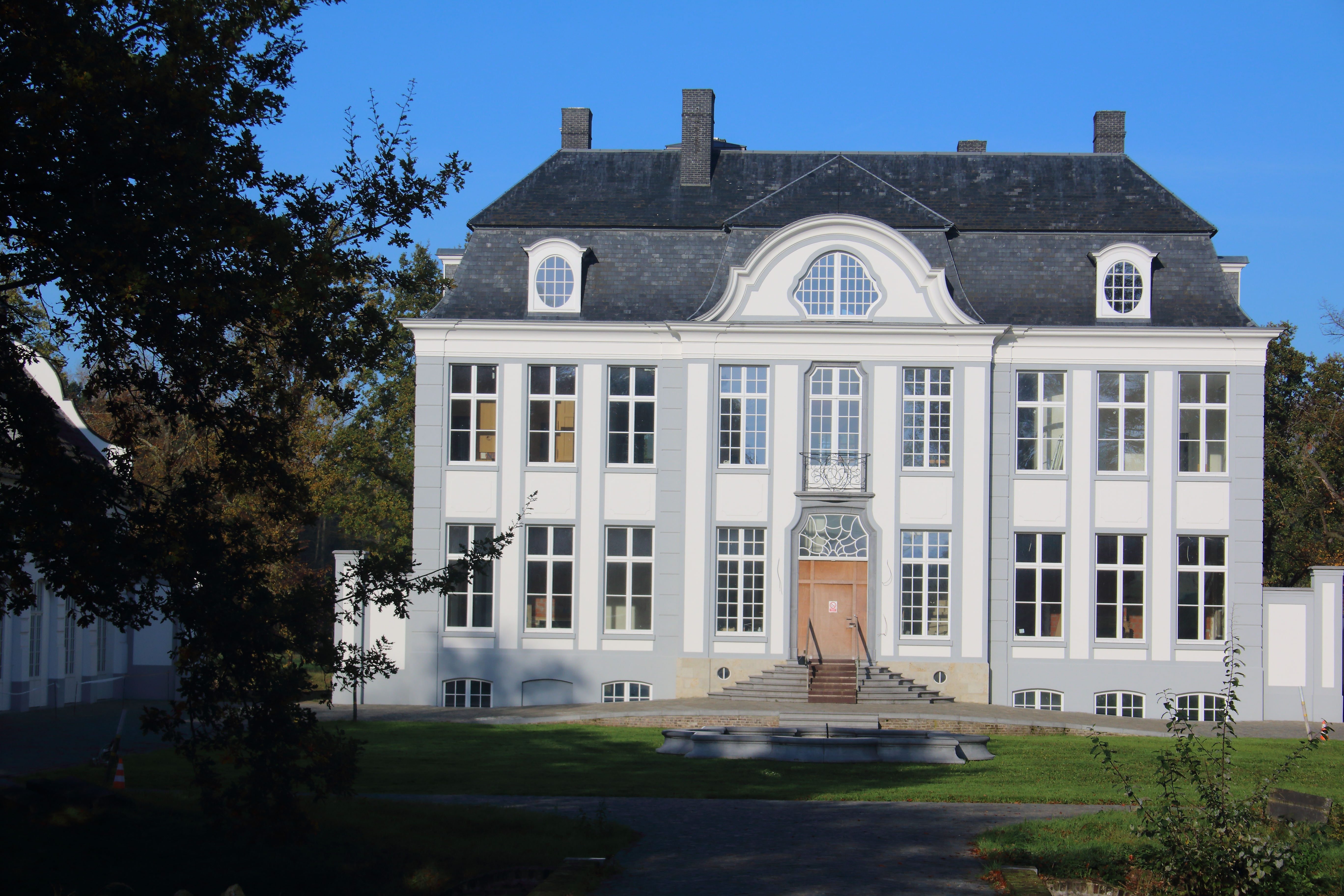